# Vochysia rotundifolia
Vochysia rotundifolia är en tvåhjärtbladig växtart som beskrevs av Carl Friedrich Philipp von Martius. Vochysia rotundifolia ingår i släktet Vochysia och familjen Vochysiaceae. Inga underarter finns listade i Catalogue of Life.